# 예루살렘 공의회

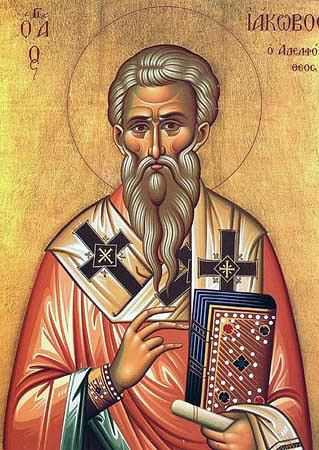

예루살렘 공의회(Council of Jerusalem) 또는 예루살렘 종교회의는 기독교 최초의 공의회로 알려진 사건이다. 신약성서에서는 사도행전 15장에 나오는데, 기독교를 유대교의 한 종파로 이해하여 토라(율법, 모세 5경), 할례 등의 유대교 전통을 강조한 유대기독교인과 유대교와 기독교간의 독립을 주장하며 반율법적 모습을 보이던 이방 기독교인간의 신학논쟁이 있었다.
역사적으로 주목할만한 또 하나의 주목할 만한 예루살렘 공의회는 1672년에 열린, 도시테오스 고백서를 의결한 동방정교의 에큐메니컬 시노드이다. 서유럽의 종교개혁이 동방정교 안에 끼친 충격을 제거하고, 기존의 교리를 전체 정교회 차원에서 재확인하기 위해서 당시 예루살렘의 총대주교였던 도시테오스의 신앙고백을 동방 정교의 보편적 입장으로서 결정하였다.

## 최초 공의회의 발단과 진행
소아시아의 안티오키아 교회에서 모세오경을 비롯한 구약성서의 율법준수문제에 대해 율법준수를 주장하는 유대 그리스도교인과 이방 그리스도 교인 간의 교리 논쟁이 예루살렘 공의회를 주최하게 된 계기가 되었다. 그래서 안티오키아 교회에서는 사도 바울과 바나바(Barnabas) 그리고 이방 그리스도 교인들을 예루살렘에 대표로 보내어 사도들과 예루살렘 교회의 형제들에게 이 문제를 의논하게 하였다. 오랜 토론 끝에 사도 베드로가 "하나님 앞에서는 모든 사람이 평등하므로 이방인들도 예수 그리스도의 은혜로 구원을 얻는다"고 선언했고, 공의회 참석자들은 그의 말에 침묵으로 동의하였다. 또한 유대인이 대부분인 예루살렘 교회의 좌장인 예수의 동생 사도 야고보가 나서서 교리를 다음과 같이 정리한다.
- 우상에게 바쳐서 더러워진 것을 먹지 말라.
- 음란한 행동을 하지 말라.
- 목 졸라 죽인 짐승의 고기와 피를 먹지 말라.[1]

사도들과 예루살렘 공의회는 교회 대표와 바울 그리고 바나바를 안티오키아에 파송해 예루살렘 공의회의 결과를 편지로 알렸다.

## 1672년예루살렘 시노드의 배경과 진행
서유럽에서 일어난 종교개혁은 약 백여 년 뒤에 동방정교 안에서도 상당한 파장을 가져왔다. 오스만투르크의 지배 아래 놓인 동방정교는 그 세력이 위축되었고, 따라서 정교회 내부적으로 유럽의 기독교 세력과 결탁하여 정치-종교적으로 독립하려는 시도가 있었으며, 그 선두에 섰던 사람은 이스탄불의 에큐메니컬 총대주교였던 키릴로스 루카리스였다. 그는 오스만투르크 제국의 기독교 신학교육 금지 정책에 따라 서유럽으로 유학을 가게 되었는데, 특히 제네바에 유학하면서 칼뱅 계열 개신교 세력과 교류 관계를 맺게 되었다. 이 인연이 기반이 되어 그는 서유럽의 개신교 국가들로부터 암중의 지원을 받아서 과거 비잔틴 제국의 재건을 모색하고 있다는 의심을 받게 되었는데, 실제로 그 칼뱅 신학을 전면적으로 수용한 새로운 신앙고백을 1631년, <그리스도교 신앙의 동방교회적 고백>이라는 이름으로 출간한 것이 방아쇠가 되었다. 이러한 불순한 혐의를 받게 된 중요 인사의 존재를 오스만투르크 제국 정권은 묵과하지 않았고, 그는 모처 억류되었다가 1638년 끝내 교살당하였으며, 그 시체는 바다에서 발견되었다.
그의 피살 이후 동방정교는 내부적으로 침투한 개신교 신학의 영향력을 적극적으로 배제하기 시작하였고, 그 정점은 바로 1672년에 열린 예루살렘 시노드였다. 키릴로스 루카리스의 신앙고백을 조목조목 반박한 도시테오스 신앙고백서가 나왔고, 1672년의 공의회는 이를 동방정교의 보편적 입장으로서 주장하였다. 그러나 개신교 신학의 영향을 배척하기 위해서 로마 가톨릭 신학적 입장으로 지나치게 기울어졌다는 내적 비판이 18세기 이후 러시아 정교회를 중심으로 나오게 되었고, 이에 따라 성경 목록 등의 몇몇 결정에 대해서는 일부 국가의 정교회에서 수용이 유보 되기도 하였다. 다음은 당시 성경 목록에 대한 결정문 일부이다.
The Acts and Decrees of the Synod of Jerusalem, The Confession of Dositheus (Eastern Orthodox, 1672)
In the year of Salvation 1672, on the 16th [day] of the month of March, in the Holy City of Jerusalem
Question 3. 어떤 책들을 당신은 성경이라고 부르는가?
가톨릭 교회의 규범에 따라서 우리가 성스러운 경전이라고 부르는 그 모든 책들을 키릴(로스)은 라오디케이아 시노드로부터 모두 다 모으고 열거한 다음에, 그는 - 특히 '솔로몬의 지혜, 유딧, 토비트, 용의 역사(벨과 용), 수산나의 역사, 마카비들, 그리고 시라의 지혜(주 : 집회서) - 에 무지한 바보처럼.. 상당히 악의적으로 '아포크리파(외경)'라는 이름을 붙였다.
우리는 이 책들이 마찬가지로 진실된 (성경의) 다른 책들처럼 성경의 진실된 일부라고 판단한다. 옛 관례에 따라서 가톨릭 교회는 우리에게 성스러운 복음들과 성경의 다른 책들, 의심할 여지 없는 성경의 다른 부분들, 그들에 대한 거절이 부정되는 이 책들을 우리에게 전해 주었다.
그리고 만약, 아마도 이 모든 책들이 다른 책(->원정경)들과 언제나 비슷한 수준으로서 받아들여지지는 않은 듯 하더라도, 시노드들과 많은 가톨릭 교회의 옛 탁월한 신학자들 모두가 이 책들 역시 성경의 나머지로서 여겨서 셈하였다. 이 모든 책들을 우리는 정경이라고 판단하며, 성경임을 우리는 고백한다.

## 같이 보기
- 율법폐기론
- 기독교 윤리
- 유대주의자
- 율법주의
- 바울에 대한 새 관점
- 제임스 던 (신학자)
- 바트 D. 어만
- 에드 패리시 샌더스
- 니컬러스 토머스 라이트